# Chang y Eng

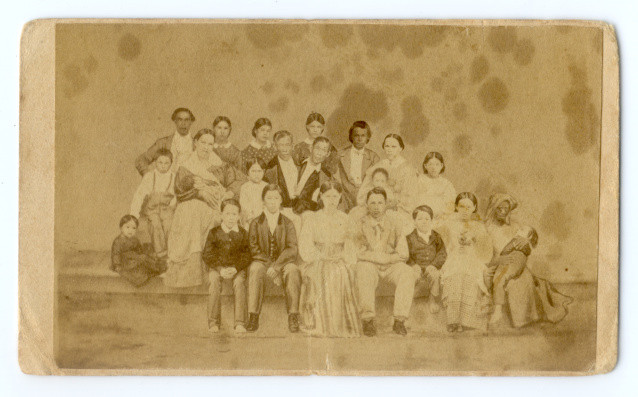
La familia Bunker, con 18 de sus hijos y una esclava

Chang y Eng Bunker (Samut Songkhram, 11 de mayo de 1811 - Mount Airy, 17 de enero de 1874) fueron los primeros hermanos siameses famosos, dando origen al término "siameses" (del gentilicio de Siam, actual Tailandia) utilizado para designar a dos personas que nacen con sus cuerpos unidos. Captados como atracción de feria por un comerciante británico, recalaron en 1829 en los Estados Unidos, país en el que se afincarían tras el considerable éxito económico de sus exhibiciones, y del que adquirieron la ciudadanía. Propietarios de una plantación en Carolina del Norte, se casaron con dos hermanas, que darían diez hijos a Chang y once a Eng.

## Biografía
Chang y Eng eran de origen chino, pero nacieron en el reino de Siam en 1811, concretamente en la provincia de Samut Songkhram. Eran hijos de una modesta familia, dedicada a la pesca fluvial y a criar patos.
Estaban unidos por el esternón y por un cartílago, y sus hígados estaban fusionados, pero, a pesar de ello, eran totalmente independientes entre sí. Por su patria de nacimiento eran "siameses", término que surgió gracias a ellos. Durante décadas consultaron a muchos doctores acerca de la posibilidad de ser separados, pero, debido a que no existía la tecnología de rayos X para establecer la fisiología interna de la conexión, dicha operación resultaba peligrosa para los hermanos, por lo que la desecharon. Sin embargo, esa intervención sería fácilmente realizable hoy en día.
El "descubrimiento" de los hermanos se atribuye al comerciante británico Robert Hunter, un agente comercial que gozaba de la confianza del gobierno de Siam, por lo que podía viajar por el país con notable libertad. En 1824 vio a los gemelos siameses por primera vez desde un barco de pesca en el río Chao Phraya, mientras nadaban al anochecer. Los confundió con un "animal extraño", pero después de conocerlos vio la oportunidad de hacer un buen negocio llevándolos a Occidente. Tardaría cinco años en sacarlos del país, partiendo hacia los Estados Unidos con los gemelos en 1829 para realizar una gira de cinco años en la que serían exhibidos como atracciones de feria.
Tres años después se independizaron de sus gerentes porque pensaban que los estaban engañando, y comenzaron a viajar por su cuenta. En los primeros años se exhibían como simples atracciones de feria, mostrando su inusual constitución física al público que pagaba por verlos. Más adelante, se dedicaron a aparecer como invitados de pago en reuniones de salón, manteniendo conversaciones en inglés en un ambiente más digno.
En 1839, después de una década de éxito financiero, los gemelos dejaron de viajar y se establecieron cerca de Mount Airy (Carolina del Norte), donde compraron una plantación, y se casaron con dos hermanas de la localidad. Intentaron reiniciar sus exhibiciones en 1849, cuando viajaron a la ciudad de Nueva York acompañados por sus hijas Katherine y Josephine, ambas de cinco años, pero la breve gira se agotó debido a la mala gestión, y regresaron a Carolina del Norte. La publicidad los había anunciado como "Los gemelos siameses vivos Chang-Eng y sus hijos". Después de la Guerra de Secesión, perdieron parte de su riqueza y de sus esclavos.
En 1870, Chang, Eng y sus dos hijos fueron a Alemania y Rusia para conocer a fondo Europa, pero tuvieron que regresar a casa debido al estallido de la guerra franco-prusiana. En el barco de regreso a casa, el lado derecho de Chang (hacia Eng) quedó paralizado después de sufrir un derrame cerebral, lo que supuso su retirada definitiva, ya que Eng debía cuidar a Chang. La finca de los Bunker en 1870 tenía un valor total de 30 000 dólares, (unos 723 mil dólares actualmente), con dos tercios pertenecientes a Chang.

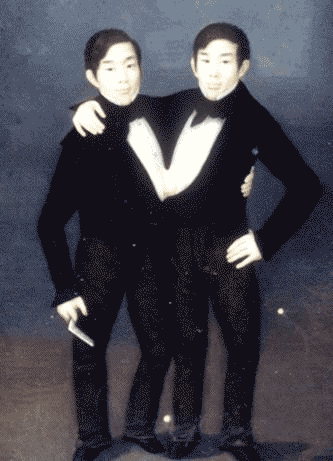
Chang y Eng hacia 1836

### Matrimonios y descendencia
Determinados a tener una vida lo más normal posible, los hermanos establecieron una plantación, compraron esclavos, y adoptaron el apellido "Bunker". Fueron respetados miembros de la comunidad. El 13 de abril de 1843 se casaron con dos hermanas: Chang con Adelaide Yates, y Eng con Sarah Anne Yates. Chang y su esposa tuvieron 10 hijos, mientras que Eng y su mujer tuvieron 11. Los hermanos se establecieron en dos casas en Mount Airy, Carolina del Norte, y, para evitar problemas de convivencia, decidieron pasar tres días consecutivos en cada casa.

### Salud de Chang
Chang se dedicó a la bebida y su salud desmejoró hasta que sufrió un derrame cerebral, que no afectó directamente a Eng. En enero de 1874, a la edad de 63 años, Chang desarrolló una bronquitis que le produjo una neumonía.

### Muertes
El 17 de enero de 1874, Chang falleció. Eng llamó a su familia para que le ayudara. Un doctor acudió a proceder a la separación (tal y como habían acordado en el caso de que uno de los dos muriera antes que el otro), pero Eng se negó a ser separado de su hermano. Murió tres horas después. El examen post mortem realizado en el College of Physicians and Surgeons de Filadelfia reveló que Chang murió por la rotura de un aneurisma. Hasta 2012, los Bunker tuvieron la vida más larga conocida (62 años) de todos los siameses. Ronnie y Donnie Galyon (nacidos en 1951) fueron la pareja de siameses más longeva hasta su muerte en 2020 a los 68 años.